# 胡秀英
胡秀英，BBS（1910年2月22日—2012年5月22日），女，江苏徐州人，中国植物學家。胡秀英是世界植物學權威，尤其是冬青科、菊科、錦葵科和蘭科，全球四百多種冬青中，有三百多種是由胡秀英命名，而被稱為（意即冬青胡）。為表揚胡秀英對香港植物研究的貢獻，分佈於香港的秀英竹（Arundinaria shiuyingiana）和秀英耳草（Hedyotis shiuyingiae）以胡秀英之名命名。生平著作甚多，有《中華食用植物》（Food Plants of China）等。

## 生平
胡秀英4岁丧父，与母亲胡權氏和哥哥相依为命，母亲不识字，但很开通，不让她扎脚。胡秀英在基督教会办的正心女子学校表现出色，取得助学金，1926年到南京入读金陵女子文理学院，修化学及物理学学位，后转读生物学，并跟随金陵大学施德蔚教授（Dr. Albert Steward）学习植物分类学（Taxonomy of Higher Plants）。两年后回乡任体育教师，以报学校助学金之恩。1930年又重返金陵继续学业，1933年正式毕业1933年畢業於南京金陵女子大學，1937年獲嶺南大學碩士學位。
胡秀英取得硕士学位时，正值抗战，1938年与母亲到四川成都，任华西协和大学生物系讲师（后升为副教授）。在成都教学期间，胡秀英多次带学生上川西雪山采药。有一天，她在重庆九峰山发现一棵小红果，绿叶高3丈的植物，疑是冬青（后证实非冬青）。结果她带着标本到重庆中国科学院标本馆做了3个月研究，并发现南京农学院标本馆所展示的冬青标本，均无订名，于是按冬青权威专著一一鉴定。其后胡秀英写下300篇有关冬青的论文并发表了《成都植物名录》和《成都生草药用植物之研究》，受到哈佛大学E.D.Merrill博士（在美国有“植物分类之父”之称）赞赏。抗战胜利以后，因为胡秀英既懂中文又会说英文，成了成都国际妇女会的会长。有美国的军队来联合中国打仗，妇女会的人就联合起来，请美国的军官明白中国人的习俗。 
1946年獲哈佛大學（Radcliffe）學院獎學金赴美國深造，胡秀英在哈佛大学女子书院攻读博士学位期间，致力中国冬青的研究，是当时在美国唯一研究中国冬青的研究员。1949年獲得博士學位，同時獲金鎖匙獎，旋受聘於哈佛大學進行植物學研究，从此成为冬青专家，在国际植物学界有“Holly Hu”之称（Holly是冬青的英文名）。1967年时，香港政局不稳，很多教育界人士离港。香港中文大学崇基学院生物系正值闹教授荒，纽约基督教大学基金总会代表芮陶庵博士夫妇（Dr.AndrewT.Roy）写信力聘胡秀英出任植物学高级讲师，她毫不犹豫便答应下来。
1968年，自美返香港出任崇基學院生物系高級講師，教授普通植物学、植物分类学，并作野外采集考察。课余踏遍香港山头，采得标本2.4万份，分送北京、哈佛、密苏里及丘园。期间往返哈佛大学6次，鉴定收录了9000种香港标本。
退休后，胡秀英以不支薪的方式继续研究工作，每天工作10小时以上，野外采集、压标本、写作等，行踪遍及世界各地。多次回内地讲学访问，走遍全国东南西北1.6万多里路。她还特别购买了60万粒西洋参种子，送给黑龙江省植物园，成为中国引种西洋参的开端。中文大學崇基學院為方便其退休后持續研究，先後允准她在崇基教職員宿舍S座及利樹培堂地下居住（另一位獲中大同等禮待的資深教職員只有孫國棟教授，亦已於2013年去世）。為記念胡秀英，香港中文大學在2012年將生物系標本室命名為胡秀英植物標本館。

### 逝世
2012年5月22日早上因肺炎引發腎衰竭於香港去世，享年102歲。。

## 社会兼职
曾任南京中山植物園顧問，廣州華南農業大學榮譽教授，香港中文大學中醫學榮譽講座教授，崇基學院資深導師，美國哈佛大學安諾樹木園（Arnold Arboretum）榮休高級研究員。

## 学术贡献
胡秀英积极推动中文大学的中药研究与发展，在20世纪70年代促成“中药研究中心”的建立，其中“三冬茶”研究计划，用茶内含有的三种冬青科植物对抗传染病感染，突破凉茶传统。
2001年，美国哈佛大学将胡秀英编著中国植物志所搜集得来的资料文献，制成158844万张卡片，称为HuCard，并发放在互联网上，让全球学者参考。

## 榮譽
- 1992年，全美冬青学会以“胡秀英”命名一个卓越贡献奖
- 2001年，獲香港特別行政區頒授銅紫荊星章
- 2002年獲香港中文大學第一屆榮譽院士
- 2007年, American Botanical Council (ABC) Lifetime Achievement Award [5]
- 2010年10月17日，在亞洲電視舉辦的《2010年度第一屆感動香港十大人物頒獎禮》中，榮獲「感動香港十大人物」之一[6]

## 外部連結
- 胡秀英：“百草婆婆”一生情系中国植物 （页面存档备份，存于），《最后的文化贵族（第二辑）》，南方都市報。
- In Memory of Prof. Shiu-Ying Hu （页面存档备份，存于）
- 香港中文大學「永遠懷念胡秀英教授」網頁 （页面存档备份，存于）

- 香港中文大學圖書館胡秀英文獻
- 哈佛大學圖書館 胡秀英野外筆記 （页面存档备份，存于）
- 胡秀英植物標本館 （页面存档备份，存于）